# Bruises (Lewis Capaldi)
Bruises è un singolo del cantautore scozzese Lewis Capaldi, pubblicato nel 2017 ed estratto dal suo EP Bloom e dal suo primo album in studio Divinely Uninspired to a Hellish Extent. Il brano è stato ripubblicato nel 2019.

## Tracce
Download digitale
1. Bruises – 3:38
2. Bruises (Steve Void remix) – 3:32

EP remix
1. Bruises – 3:38
2. Bruises (Live Orchestral version) – 3:48
3. Bruises (Guitar acoustic) – 3:46
4. Bruises (Steve Void remix) – 3:32

## Classifiche
| Classifica (2019-2020) | Posizione raggiunta |
| ---------------------- | ------------------- |
| Regno Unito            | 6                   |